# Szilágyi György (humorista)
Szilágyi György, Stern (Budapest, 1928. december 15. – Budapest, 2010. október 21.) magyar író, humorista, költő, színpadi szerző, színházigazgató. 1969-ben a Rádió Kabarészínház egyik alapítója volt. Romhányi József mellett a modern magyar kabaré másik szövegvirtuóza.

Mi többet éltünk, mint három nemzedék együttvéve.

Sokat láttunk, sokat hallottunk, sokat tudunk.

Mégse tudunk semmit.

De még itt vagyunk. Sokfelé. Lent és fent. Mindenütt.

## Életút

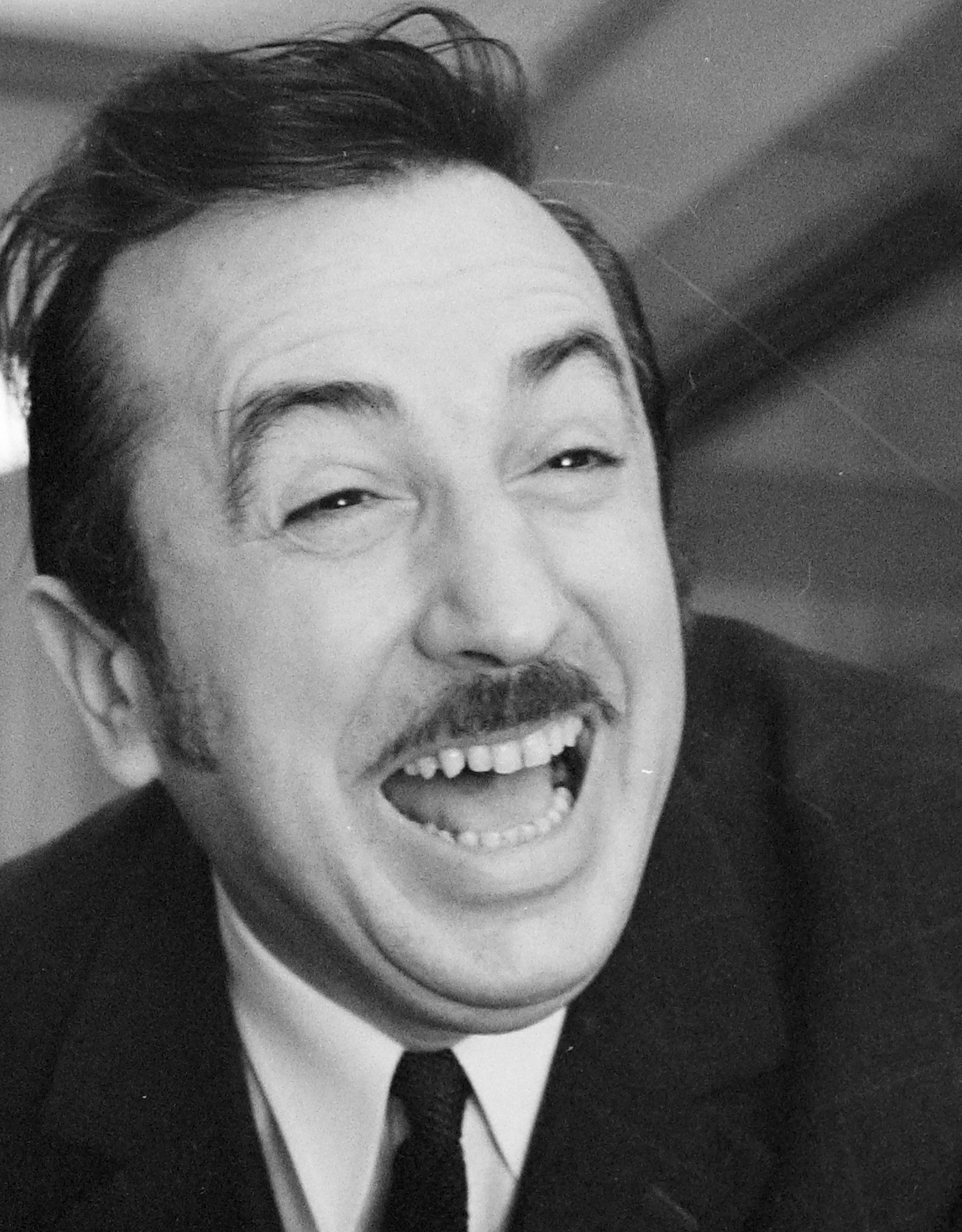

Stern Pál (1900–1975) kereskedő és Koricsoner Ilona (1900–1976) fiaként, zsidó családban született az Erzsébetvárosban. Szülei korán elváltak, s hatéves korától Zuglóban nevelkedett édesanyjával és anyai nagyszüleivel. A második világháború idején apját behívták munkaszolgálatra. Apai nagyanyját, nagynénjét és unokahúgát Auschwitzban elpusztították. Szilágyi György sokáig egyedül bujkált a fővárosban, majd találkozott a munkaszolgálatból megszökött apjával és fivérével, akikkel közösen kialakított Budapest külvárosában egy föld alatti bunkert, ahol kilencven napot töltött.
Már gimnazista korában villámtréfákat írt. 1949-től a Városi Színház titkára, majd a Fővárosi Varieté igazgatója, később a Kamara Varieté művészeti titkára volt. Több mint két évtizedig a Magyar Rádiónál dolgozott az Irodalmi Főosztály szerkesztőjeként, 1962-től 1975-ig mint a kabarérovat vezetője és a szórakoztató osztály vezetőhelyettese. Semsey Jenő társszerzőjeként két zenés színművet is jegyez. A Békebeli háború bemutatója 1966-ban, az Áll a bál premierje a következő évben volt.
Marton Frigyessel együtt alapítója volt a Rádió Kabarészínházának. Számos hangjáték, színmű, kabarétréfa, vers szerzője. Több színháznak állandó szerzője volt. Több önálló kötete jelent meg kabaré- és cirkusztörténetről. Tanított az Állami Artistaképző Intézetben. Város- és ipartörténeti értekezései rendszeresen megjelentek az Új Magyarország című lapban. Írásait külföldön is publikálták.
Két alkalommal „civil” munkahelyen dolgozott: 1977 és 1980 között az Állami Rádió és Televízió Bizottság, 1989 és 1991 között az Izraeli Nagykövetség titkára volt.
1980 óta dolgozott szabadfoglalkozású íróként. Egyik legsikeresebb alkotásának címe: Hanyas vagy?, amelyben saját évjárata, a „huszonnyolcas” születésűek átélt élményeit mutatja be. Először Kálmán György adta elő a rádióban. Az írás televíziós adaptációja nemzetközi fesztiválon első díjat kapott. (L. még: Hanyas vagy? (film).) A kabaréírástól, szerkesztésétől önként vonult vissza. Ezt követően elsősorban visszaemlékezéseit vetette papírra.
Gyermekei: Szilágyi Ákos költő, esztéta, Szilágyi Ádám, Szilágyi András televíziós szerkesztő és Szilágyi Stefánia fotográfus.

## Megjelent kötetei
- Londonban hej…; in: Műsorfüzet. Három vidám jelenet; szerk. SZOT Kultúrnevelési Osztálya; Művelt Nép, Budapest, 1953
- Az első szó jogán (1959)
- Nem viccelek (1974)
- Szekeres József–Szilágyi György: Circus. Fejezetek a magyar cirkuszművészet történetéből; Magyar Cirkusz és Varieté Vállalat, Budapest, 1979
- Komédia nagyban és kicsinyben (1985)
- Nem lehet letenni (Hungarus Kiadó, 1994)
- A nyilas jegyében (Bereményi Könyvkiadó, 1998)
- Kinn vagyok a viccből; Kairosz, Budapest, 2006
- Dzsingisz Kohn córeszban. Volt egyszer egy vurstli…; Gabbiano Print, Budapest, 2007 + CD
- Mindenre emlékszemǃ (Gabbiano Print, 2008)
- Hibaaprólék – liba nélkül (Gabbiano Print, 2011)

## Díjai, elismerései
- Karinthy-gyűrű (1977)
- FIPRESCI-díj (1984) – francia díj.
- Az oberhauseni dokumentumfilm fesztivál fődíja (1984) – 1954-ben alapították az Internationale Kurzfilmtage Oberhausent (angolul International Short Film Festival). Oberhausen híres még az ún. Ipari Örökség Európai útja találkozási pontjáról, nevezik ezt GASOMETER Oberhausennek is.
- Tisztesség Sajtódíj (1994)
- Petőfi Sándor Sajtószabadság-díj (1995)

## Hang és kép
- Hányas vagy? Animációs film; r. Vajda Béla
- A Fábri Show-ban
- Ballada a Fehér Ökörről
- Reklám Sámson (https://www.youtube.com/watch?v=Cnnp-ioWd2Q)
- Hófehérke és a hét elgyötört törpe